# بریا (کارولینای جنوبی)
بریا(به انگلیسی: Berea) شهری در ایالت کارولینای جنوبی کشور ایالات متحده آمریکا است که جمعیت آن در سرشماری سال ۲۰۱۰ میلادی، ۱۴٬۲۹۵ نفر بوده‌است.